# Vierhonnschaften
Vierhonnschaften war bis 1875 eine Gemeinde im damaligen Landkreis Essen in der preußischen Rheinprovinz. Das frühere Gemeindegebiet gehört heute zu den Städten Essen und Mülheim an der Ruhr.

## Geographie
Die Gemeinde Vierhonnschaften bestand aus den vier Honnschaften
- Bredeney (mit Baldeney)
- Ickten
- Roßkothen und
- Schuir.

Bredeney, Schuir und Roßkothen gehören heute zur Stadt Essen, während Ickten heute teilweise zu Kettwig und zum Stadtteil Menden-Holthausen der Stadt Mülheim an der Ruhr gehört.

## Geschichte
Aus den Honnschaften der ehemaligen Reichsabtei Werden wurden im 19. Jahrhundert im Landkreis Essen mehrere Landgemeinden gebildet. Vier zwischen Essen und Kettwig liegende Honnschaften bildeten die Gemeinde Vierhonnschaften, die zur Bürgermeisterei Kettwig-Land im Landkreis Essen gehörte.
Nach Zusammenlegung der Landkreise Essen und Dinslaken 1923 gehörten die Orte zum Kreis Duisburg. Ab 1859 wurde der Kreis Essen wieder eingerichtet.
In den Bürgermeistereien Kettwig-Stadt und Kettwig-Land des Landkreises Essen wurde im März 1875 eine Gebietsreform durchgeführt:
- Die Gemeinden Vierhonnschaften und Umstand wurden aufgelöst.
- Aus Bredeney und Schuir wurde die neue Gemeinde Zweihonnschaften gebildet.
- Aus Ickten, Roßkothen und dem ländlichen Teil von Umstand wurde die neue Gemeinde Dreihonnschaften gebildet. Die verstädterten Teile von Umstand wurde in die Stadt Kettwig eingemeindet.

## Einwohnerentwicklung
| Jahr | Einwohner | Quelle |
| ---- | --------- | ------ |
| 1832 | 1654      | [ 2 ]  |
| 1861 | 2435      | [ 3 ]  |
| 1871 | 3318      | [ 4 ]  |